# Hyllisia indiana
Hyllisia indiana là một loài bọ cánh cứng trong họ Cerambycidae.